# O Artista
The Artist (bra/prt: O Artista) é um filme mudo com produção francesa de 2011, uma comédia romântica que se passa em Hollywood entre os anos 1927 e 1932. O filme foi dirigido por Michel Hazanavicius, com um elenco composto por Jean Dujardin, Bérénice Bejo, James Cromwell, Missi Pyle, Penelope Ann Miller e John Goodman. Este filme mudo e em preto e branco conta a história de George Valentin, um ator de cinema mudo no auge do sucesso na época dos primórdios do cinema falado. O Artista venceu 5 Óscares.

## Sinopse
George Valentin é um astro do cinema mudo em Hollywood entre os anos 1927 e 1932. O advento dos filmes falados soará o toque de finados para sua carreira e o fará cair no esquecimento. Para a jovem figurante Peppy Miller, parece que o céu é o limite — o estrelato do cinema aguarda.

## Elenco
Segue abaixo a tabela de elenco.
| Ator                | Personagem               | Detalhes   |
| ------------------- | ------------------------ | ---------- |
| Jean Dujardin       | George Valentin          |            |
| Bérénice Bejo       | Peppy Miller             |            |
| Uggie               | Jack                     | O cachorro |
| John Goodman        | Al Zimmer                |            |
| James Cromwell      | Clifton                  |            |
| Penelope Ann Miller | Doris                    |            |
| Missi Pyle          | Constance                |            |
| Beth Grant          | A empregada de Peppy     |            |
| Malcolm McDowell    | O mordomo                |            |
| Joel Murray         | O policial               |            |
| Bitsie Tulloch      | Norma                    |            |
| Ed Lauter           | O mordomo de Peppy       |            |
| Jen Lilley          | Espectador               |            |
| Nina Siemaszko      | Admiradora               |            |
| Basil Hoffman       | Leiloeiro                |            |
| Ben Kurland         | Assistente de elenco     |            |
| Ken Davitian        | Dono da loja de penhores |            |

## Produção

### Desenvolvimento
“O cinema mudo é um cinema emocional, é sensorial; o fato de você não passar por um texto te traz de volta a uma maneira básica de contar uma história que só funciona com os sentimentos que você criou. É uma maneira fascinante de trabalhar.”

— Michel Hazanavicius, diretor.
O diretor Michel Hazanavicius sempre fantasiou em fazer um filme mudo durante muitos anos porque muitos dos cineastas que ele admira vieram dessa era, e por causa da natureza predominante da imagem no formato. Segundo Michel, o filme mudo coloca a responsabilidade de contar a história sobre os ombros do diretor de forma muito especial. Não cabendo ao roteirista ou aos atores contá-la, mas ao diretor. Ao ter o controle da organização das imagens, o diretor controla os sentimentos da audiência de modo sensorial; o que Michel chamou de muito gratificante. De acordo com o diretor, seu desejo de fazer um filme mudo não foi recebido de forma séria inicialmente, porém depois do sucesso de OSS 117 : Le Caire, nid d'espions e OSS 117 : Rio ne répond plus, produtores começaram a expressar interesse. Thomas Langmann não apenas levou Michel a sério mas realmente acreditou no projeto.
A formação da narrativa do filme começou com o desejo de Hazanavicius de trabalhar novamente com os atores Jean Dujardin e Bérénice Bejo, que estrelaram OSS 117 : Le Caire, nid d'espions. A ideia do filme partiu de duas possibilidades: ou puro entretenimento, ou um filme mais sério. Na primeira possibilidade, seria um filme de espionagem no estilo do filme Espiões, de Fritz Lang em 1928; e na segunda, algo que envolveria mais trabalho. A segunda opção era mais atraente para Michel Hazanavicius porque o afastaria do agente OSS 117, e o permitiria trabalhar novamente com Jean Dujardin em algo novo. O roteiro levou apenas quatro meses para ser escrito, sendo o roteiro mais rápido que Michel escreveu. Segundo o diretor, os filmes mudos que resistiram melhor ao teste do tempo foram os melodramas, pois o gênero é ideal para histórias de amor simples. Esse formato combinava com a história do ator celebridade e a jovem estrela, com os destinos cruzados e os temas de orgulho, fama e vaidade juntos com uma visão antiga de amor, a qual era muito pura; tudo sendo mais leve, mais otimista e mais alegre apesar de tudo. Havia também o interesse de estimular a audiência a revisitar os clássicos do período. Michel fez uma extensa pesquisa sobre Hollywood dos anos 1920 e estudou filmes mudos para encontrar as técnicas certas para tornar a história compreensível sem ter que usar muitos intertítulos.

### Filmagem
A filmagem principal começou em novembro de 2010, ocorrendo ao longo de trinta e cinco dias, e foi feita na proporção de tela 1,33:1 comumente usada na era do cinema mudo. Embora apresentado em preto e branco, foi filmado em cores pelo diretor de fotografia Guillaume Schiffman. O elenco foi um misto de atores franceses e americanos. As filmagens duraram sete semanas, com locação na cidade de Los Angeles. Durante as gravações, Hazanavicius tocou músicas de filmes clássicos da época enquanto os atores realizavam suas cenas.

## Lançamento
O filme estreou no dia 15 de maio de 2011 em competição no Festival de Cannes. The Artist foi inicialmente anunciado como um filme fora da competição, porém isso foi alterado uma semana antes do início do festival. O lançamento na França ocorreu em 12 de outubro de 2011 por meio da Warner Bros. France. A The Weinstein Company comprou os direitos de distribuição para os Estados Unidos, Reino Unido e Austrália. No Brasil o filme teve lançamento no dia 10 de fevereiro de 2012, distribuído pela Paris Filmes, sendo exibido apenas nas grandes cidades.

### Bilheteria
| País           | Bilheteria (dólares) |
| -------------- | -------------------- |
| Estados Unidos | $ 44.000.000         |
| França         | $ 26.200.000         |
| Brasil         | $ 2.200.000          |
| Portugal       | $ 420.000            |
| Outros Países  | $ 52.180.000         |
| Total          | $ 133.432.856        |

## Prêmios e indicações

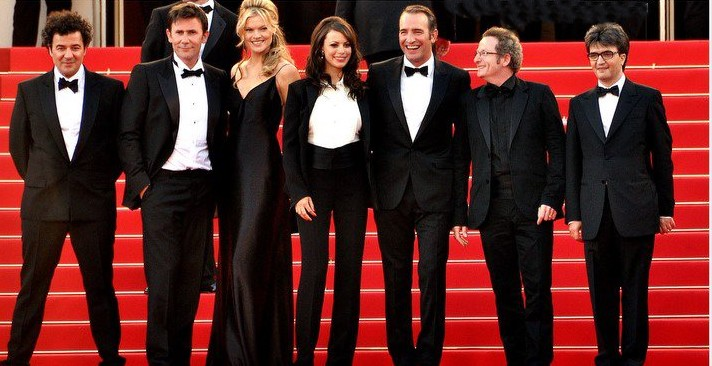
Alguns membros do elenco e da equipe do Festival de Cinema de Cannes de 2011: o compositor da trilha sonora Ludovic Bource, o diretor Michel Hazanavicius, as estrelas Missi Pyle, Bérénice Bejo e Jean Dujardin, o diretor de fotografia Guillaume Schiffman e o produtor Thomas Langmann.

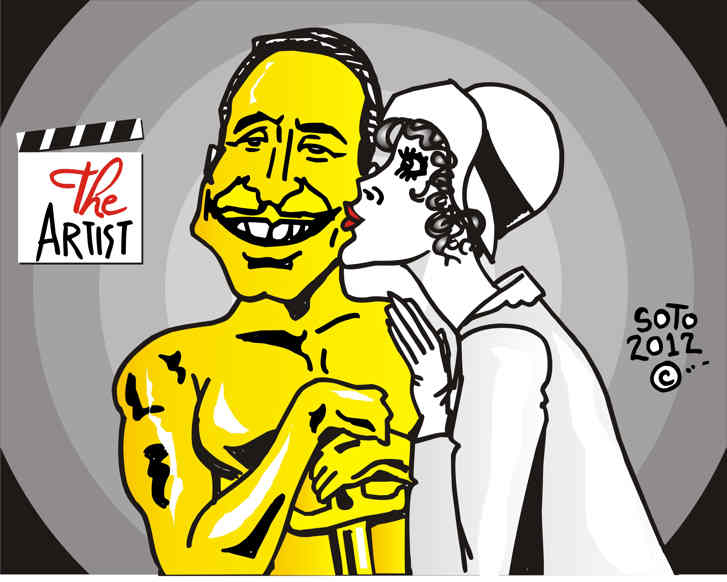
Caricatura do Óscar para O Artista de Eduardo Soto, em 2012.

The Artist foi aclamado pela crítica mundial, e venceu o prêmio de Melhor Ator no Festival de Cannes, onde o filme estreou. Recebeu seis indicações ao Globo de Ouro, e venceu em três categorias, Melhor Filme - Comédia ou Musical, Melhor Trilha Sonora e Melhor Ator - Comédia ou Musical (Jean Dujardin). Em janeiro de 2012, o filme foi nomeado para doze BAFTA e dez Oscar tendo ganho cinco, incluindo Melhor Filme, Melhor Diretor e Melhor Ator para Jean Dujardin. Foi o primeiro filme mudo a ganhar o Oscar de Melhor Filme desde Asas em 1929 (na primeira edição do prêmio) e o primeiro filme apresentado na proporção de 4:3 para ganhar o Oscar de Melhor Filme desde de Marty, em 1955.
Oscar
| Ano  | Categoria                | Notas                                  | Resultado |
| ---- | ------------------------ | -------------------------------------- | --------- |
| 2012 | Melhor filme             | Thomas Langmann                        | Venceu    |
| 2012 | Melhor diretor           | Michel Hazanavicius                    | Venceu    |
| 2012 | Melhor ator              | Jean Dujardin                          | Venceu    |
| 2012 | Melhor atriz coadjuvante | Bérénice Bejo                          | Indicado  |
| 2012 | Melhor roteiro original  | Michel Hazanavicius                    | Indicado  |
| 2012 | Melhor trilha sonora     | Ludovic Bource                         | Venceu    |
| 2012 | Melhor direção de arte   | Laurence Bennett e Robert Gould        | Indicado  |
| 2012 | Melhor fotografia        | Guillaume Schiffman                    | Indicado  |
| 2012 | Melhor figurino          | Mark Bridges                           | Venceu    |
| 2012 | Melhor edição            | Anne-Sophie Bion e Michel Hazanavicius | Indicado  |

Globo de Ouro
| Ano  | Categoria                         | Notas               | Resultado |
| ---- | --------------------------------- | ------------------- | --------- |
| 2012 | Melhor filme - comédia ou musical | The Artist          | Venceu    |
| 2012 | Melhor direção                    | Michel Hazanavicius | Indicado  |
| 2012 | Melhor ator - comédia ou musical  | Jean Dujardin       | Venceu    |
| 2012 | Melhor atriz coadjuvante          | Bérénice Bejo       | Indicado  |
| 2012 | Melhor roteiro                    | Michel Hazanavicius | Indicado  |
| 2012 | Melhor trilha sonora              | Ludovic Bource      | Venceu    |

BAFTA
| Ano  | Categoria                 | Notas                                 | Resultado |
| ---- | ------------------------- | ------------------------------------- | --------- |
| 2012 | Melhor filme              | The Artist                            | Venceu    |
| 2012 | Melhor diretor            | Michel Hazanavicius                   | Venceu    |
| 2012 | Melhor ator principal     | Jean Dujardin                         | Venceu    |
| 2012 | Melhor atriz principal    | Bérénice Bejo                         | Indicado  |
| 2012 | Melhor roteiro original   | Michel Hazanavicius                   | Venceu    |
| 2012 | Melhor trilha sonora      | Ludovic Bource                        | Venceu    |
| 2012 | Melhor cinematografia     | Guillaume Schiffman                   | Venceu    |
| 2012 | Melhor edição             | Anne-Sophie Bion, Michel Hazanavicius | Indicado  |
| 2012 | Melhor design de produção |                                       | Indicado  |
| 2012 | Melhor figurino           |                                       | Venceu    |
| 2012 | Melhor som                |                                       | Indicado  |
| 2012 | Melhor maquiagem e cabelo |                                       | Indicado  |

Prémios Screen Actors Guild
| Ano  | Categoria                | Notas                                                                            | Resultado |
| ---- | ------------------------ | -------------------------------------------------------------------------------- | --------- |
| 2012 | Melhor ator (principal)  | Jean Dujardin                                                                    | Venceu    |
| 2012 | Melhor atriz coadjuvante | Bérénice Bejo                                                                    | Indicado  |
| 2012 | Melhor elenco            | Bérénice Bejo, James Cromwell, Jean Dujardin, John Goodman e Penelope Ann Miller | Indicado  |

César
| Ano  | Categoria               | Notas                                 | Resultado |
| ---- | ----------------------- | ------------------------------------- | --------- |
| 2012 | Melhor filme            |                                       | Venceu    |
| 2012 | Melhor diretor          | Michel Hazanavicius                   | Venceu    |
| 2012 | Melhor ator             | Jean Dujardin                         | Indicado  |
| 2012 | Melhor atriz            | Bérénice Béjo                         | Venceu    |
| 2012 | Melhor roteiro original | Michel Hazanavicius                   | Indicado  |
| 2012 | Melhor fotografia       | Guillaume Schiffman                   | Venceu    |
| 2012 | Melhor montagem         | Anne-Sophie Bion, Michel Hazanavicius | Indicado  |
| 2012 | Melhor direção de arte  | Laurence Bennett                      | Venceu    |
| 2012 | Melhor figurino         | Mark Bridges                          | Indicado  |
| 2012 | Melhor canção original  | Ludovic Bource                        | Venceu    |

Independent Spirit Awards
| Ano  | Categoria         | Notas               | Resultado |
| ---- | ----------------- | ------------------- | --------- |
| 2012 | Melhor filme      | The Artist          | Venceu    |
| 2012 | Melhor ator       | Jean Dujardin       | Venceu    |
| 2012 | Melhor diretor    | Michel Hazanavicius | Venceu    |
| 2012 | Melhor roteiro    | Michel Hazanavicius | Indicado  |
| 2012 | Melhor fotografia | Guillaume Schiffman | Venceu    |